# Arthur Dallidet
Arthur Dallidet, francoski politik, * 1906, † 1942.
Dallidet je končal Mednarodno leninsko šolo, nato pa je postal član Centralnega komiteja KPF.
28. februarja 1942 ga je aretirala francoska policija, nato pa so ga Nemci ustrelili 30. maja istega leta.